# Lista de membros da Royal Society eleitos em 1920
Lista de Membros da Royal Society eleitos em 1920.

## Fellows
- Edward Frankland Armstrong
- Sir Jagadish Chandra Bose
- Robert Broom
- Edward Provan Cathcart
- Alfred Chaston Chapman
- Arthur Prince Chattock
- Sir Arthur William Hill
- Cargill Gilston Knott
- Frederick Lindemann
- Francis Marshall
- Sir Thomas Ralph Merton
- Robert Cyril Layton Perkins
- Henry Crozier Keating Plummer
- Sir Robert Robinson
- John William Watson Stephens

## Estatuto 12
- Herbert Albert Laurens Fisher
- Sir James Frazer